# Antonio Campolo
Antonio Campolo (Montevideo, 7 febbraio 1897 – Montevideo, 22 maggio 1959) è stato un calciatore e allenatore di calcio uruguaiano, di ruolo attaccante.

## Carriera

### Club
Conosciuto col soprannome di "Giroba", giocò con il Club Atlético Peñarol dal 1918 al 1930 al fianco di Isabelino Gradín e di José Piendibene. Con loro vinse i campionati del 1918, 1921, 1926, 1928 e 1929.

### Nazionale
Con la Nazionale uruguaiana Campolo giocò 21 partite con 3 reti, dal 1918 al 1929.
Nel 1920 fu uno dei protagonisti della Copa America vinta dall'Uruguay. Non poté prendere parte ai Giochi della VIII Olimpiade nel 1924 per i contrasti dirigenziali in seno alla federazione uruguaiana, ma si rifece nel 1928 conquistando la medaglia d'oro, la seconda consecutiva per l'Uruguay.

## Palmarès

### Club
- Campionato uruguaiano: 5

Club Atlético Peñarol: 1918, 1921, 1926, 1928, 1929

### Nazionale
- Campeonato Sudamericano de Football: 1

Cile 1920
- Oro olimpico: 1

Amsterdam 1928